# Urtica portosanctana
Urtica portosanctana — вид рослин з родини Кропивні (Urticaceae), ендемік Мадейри та островів Селваженш.

## Поширення
Ендемік Мадейри (о. Мадейра, Дезерташ, Порту-Санту) та островів Селваженш.